# Kawasaki Versys
La Kawasaki Versys, inicialmente conocida también como la KLE650 y posteriormente como Kawasaki Versys 650 y Kawasaki Versys 1000 cuando Kawasaki lanzó el modelo Versys con motor de 1000cc, es una motocicleta sport-touring de peso medio fabricada por Kawasaki. Toma prestados elementos de diseño de motocicletas de doble propósito, turismo y deportivas.
El nombre Versys está formado por la contracción de las palabras en inglés versátil y system (sistema versátil).
Fue introducida por Kawasaki al mercado europeo y canadiense como un modelo del año 2007 y en EE. UU. en el año/modelo 2008.
En California se introdujo una versión especial para cumplir con sus leyes de emisiones en 2009. En 2010 se le aplicó un nuevo estilo a la luz frontal, nuevo carenado y algunos cambios funcionales, que incluyeron espejos de mayor tamaño y monturas del motor de hule mejoradas.

## Detalles técnicos
La Versys se basa en la misma plataforma que todas las otras motocicletas de 650cc de 2 cilindros de la Kawasaki, la Ninja 650R y la ER-6n. Comparte la misma electrónica, motor, ruedas, frenos y bastidor principal que sus hermanas. Donde se diferencia de ellas es en la posición del piloto, el bastidor trasero, componentes de la suspensión y en la afinación del motor.
La Versys de motor de 650 cc enfriado por agua,  4 tiempos, 2 cilindros en línea, fue afinada para tener un gran par motor en bajas y medias revoluciones. Esto se logró con un árbol de levas diferente junto con otra curva de inyección e ignición de combustible. Estos cambios logran que la torca máxima ocurra a una menor velocidad del motor y una mejor respiración del motor entre 3,000 y 6,000 rpm. Adicionalmente un tubo de balance se agregó entre los tubos de escape para suavizar la entrega de potencia. Su potencia es de 59,4 HP (44 kilovatios)@8,400 rpm, contra 65,7 HP (49 kilovatios)@8,400 rpm de la Ninja. El par motor entregado es de 42 lb-pie, contra los 45.5 lb-pie de la Ninja. Mejorar el rango bajo y mediano del motor se obtiene a un costo de disminuir ligeramente la potencia máxima. Una estrategia similar fue usada por Honda con su modelo CBF1000. El motor tiene un cigüeñal de 180° lo que requiere un encendido dispar (180 y 540 grados) que da un sonido distintivo al funcionar en ralentí.
La suspensión tiene un recorrido vertical más grande junto con una mayor ajustabilidad que la suspensión de las ER-6 / Ninja 650R. En el frente, la horquilla invertida de 41 mm  se pueden ajustar externamente para una precarga y amortiguamiento del rebote mientras que la horquilla convencional de las Ninja 650R/ER-6F no son ajustables. Sólo la pata derecha de la horquilla tiene un cartucho amortiguador mientras que ambas patas tienen resortes.  La precarga trasera es ajustable a través de un tornillo en el shock. El conjunto shock/resorte trasero está conectado directamente a un brazo de aluminio con articulación asimétrica de tipo ala de gaviota en contra del diseño más básico de acero en la Ninja y en la ER-6.

## Premios y distinciones
2008 "Motorcycle of the Year" premio dado por la revista Motorcyclist.
2008 "Best in Class 'Allrounder class'" premio dado por la revista Motor Cycle News.

## Tercera generación (2015 - actualidad)
La tercera generación de la Kawasai Versys fue lanzada en el año 2015 en dos variantes (cilindrada) Kawasaki Versys 650 y Kawasaki Versys 1000 y con acabados básico, "Tourer", "Tourer Plus" y "Gran Tourer" para ambas motorizaciones.